# Charles Viénot de Vaublanc

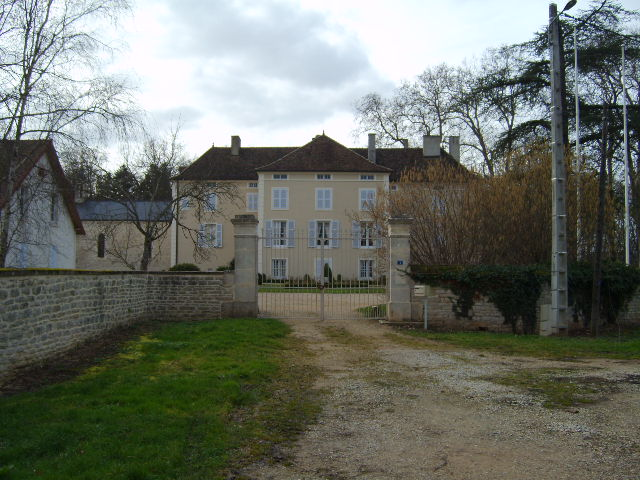
Castelul Mimande

Charles Viénot de Vaublanc (n. la Beaune, în 1721 - d. în 1804, la castelul Mimande, la Chaudenay (Saône-et-Loire)) a fost un senior de Mimande, mareșal de tabără francez. 

## Viața

Blazonul familiei Vaublanc

Charles Viénot de Vaublanc s-a născut la Beaune, în anul 1721. Era fiul cel mare al lui Charles Viénot de Vaublanc, cu reședința la Beaune, (născut la 16 martie 1684) și al soției acestuia, Philiberte Janel, cu care se căsătorise în 1719, la Dôle. Prin urmare, Charles Viénot de Vaublanc era fratele mai mare al lui Vivant-François Viénot de Vaublanc (1725-1798).
La 24 mai 1742, s-a angajat în regimentul Navarrei, cu gradul de locotenent secund. La 22 iulie 1742, devine locotenent. În timpul bătăliei de la Dettingen, la 27 iunie 1743, a fost rănit la față. La 16 noiembrie 1746, a devenit căpitan, iar la 2 decembrie 1757 a devenit cavaler de Saint-Louis, apoi maior de administrație la 5 aprilie 1759 și locotenent-colonel la 25 iulie 1762.
Era maior de administrație în regimentul Navarrei, în cursul luptele care l-au opus pe mareșalul de Broglie contelui de Lippe de Buckburg, în cursul Războiului de Șapte Ani, când a trebuit să conducă, în lipsa ofițerilor valizi, o retragere, considerată exemplară ,la Cassel (Nord).
Devine locotenent-colonel al regimentului din Sarre (infanterie), proprietatea marchizului de Stainville. La 2 august 1767, este ridicat la gradul de colonel, iar la 22 ianuarie 1769, devine brigadier de infanterie.
Este numit mareșal de tabără la 1 martie 1780, iar în aceeași zi primește o pensie de 2.800 de livre. 
Este admis la retragere în anul 1792.       
Charles Viénot de Vaublanc  a murit în 1804 la castelul Mimande de la Chaudenay (Saône-et-Loire). 

## Alte detalii
Charles Viénot de Vaublanc a fost căsătorit cu Marguerite Bouguelet.

## Genealogie
- Familia Vaublanc